# Cătălina, Maramureș

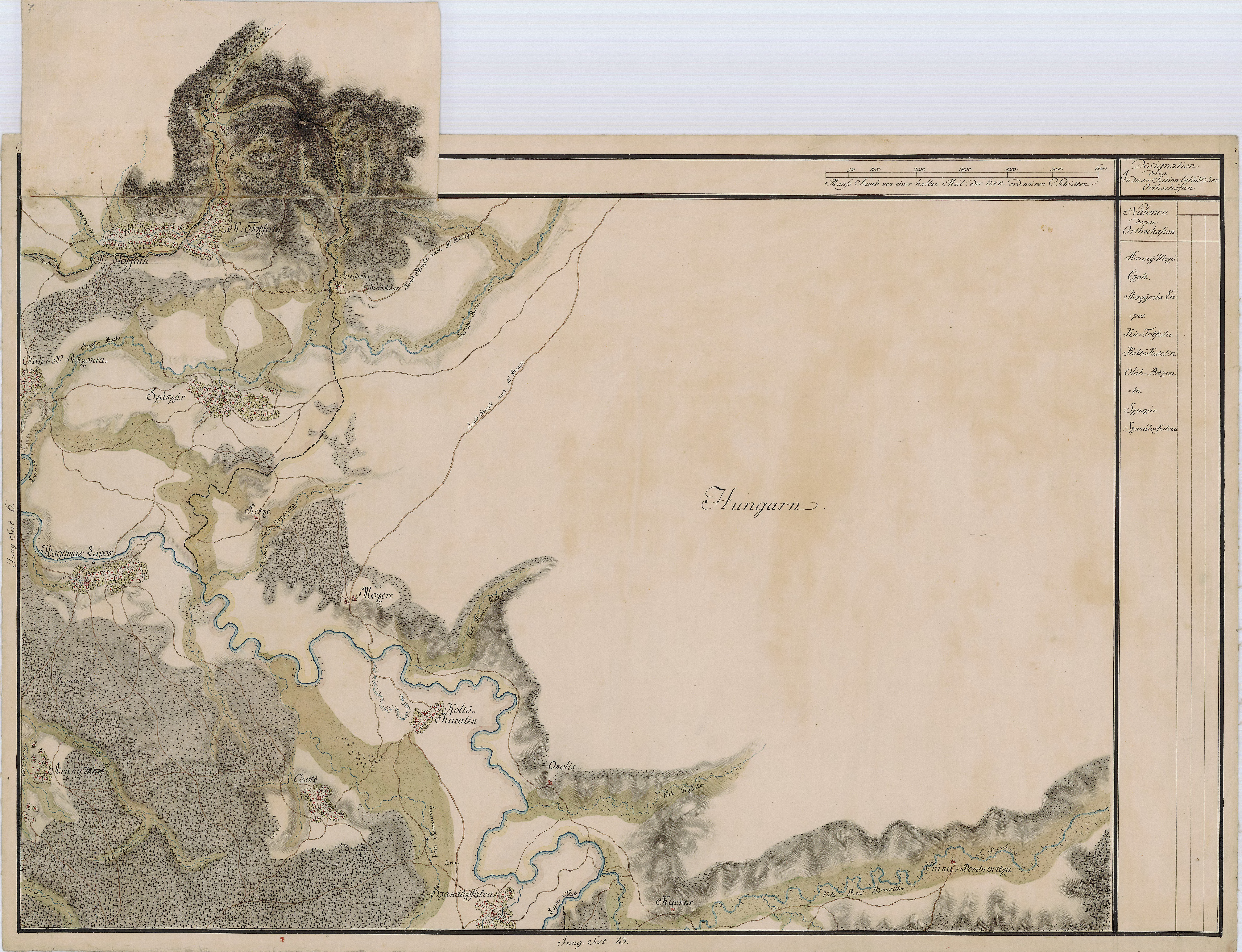
Cătălina în Harta Iosefină a Transilvaniei

Cătălina (în maghiară Koltókatalin, în germană Katherinendorf) este un sat în comuna Coltău din județul Maramureș, Transilvania, România.

## Istoric
Prima atestare documentară: 1800 (Kolto-Katalin, Coltău Cătălina). 

## Etimologie
Etimologia numelui localității: din n. pers. magh. Katalin + suf. top. -a. 

## Demografie
La recensământul din 2011, populația era de 368 locuitori. 